# 喬夫·吉摩爾
喬夫·吉摩爾是CNBC歐洲台記者及主播，於1990年代初於亞洲電視國際台的記者，其後轉為明珠台擔任記者及主播至1996年。現主要採訪香港政治新聞，並同時負責採訪及編寫港聞和內地政治，是一名活躍的採訪記者。
直至1996年中，正式加入CNBC歐洲台至今，現在每逢星期一至五主持《Squawk Box Europe》，主要詳盡所有環球消息，包括阿富汗戰爭等。
喬夫·吉摩爾是英國籍人士。其太太為前無線新聞女主播梁潔娥。

## 外部連結
- 有關CNBC歐洲台（喬夫·吉摩爾）資料（页面存档备份，存于）

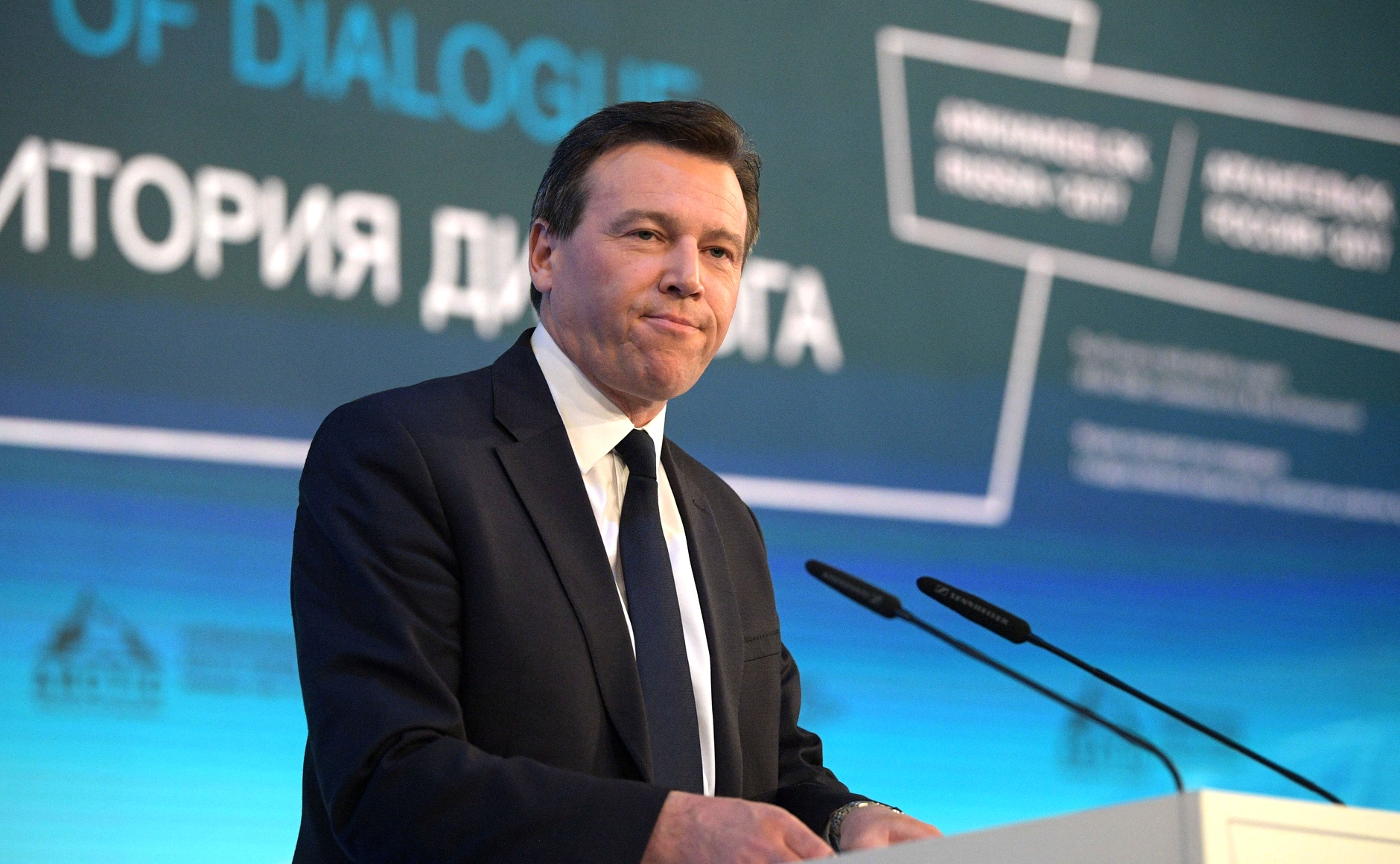

- 图文：CNBC欧洲主持人Geoff Cutmore（页面存档备份，存于）
- 1993年8月31日 TVB Pearl News Roundup 喬夫·吉摩爾在橫頭磡的戶外直播